# Chris Führich
Chris Jan Führich (Castrop-Rauxel, 9 gennaio 1998) è un calciatore tedesco, centrocampista o ala dello Stoccarda e della nazionale tedesca.

## Caratteristiche tecniche
È un centrocampista duttile, che può essere utilizzato sia come ala, sul versante sinistro, che come attaccante puro.

## Carriera

### Club
Ha iniziato la sua carriera calcistica al SG Suderwich e nel 2006 si è trasferito al centro di formazione giovanile dello Schalke 04. Nel 2013 si trasferisce al Borussia Dortmund e resta con l'Under-16 fino all'inverno 2015 quando passa al Bochum. All'inizio della nuova stagione e, fino al 2017, completa il suo percorso di formazione giovanile nel RW Oberhausen, in cui mette a segno 9 reti in 26 presenze di A-Junioren-Bundesliga West. Nella stagione 2017-18 Führich passa al Colonia, con cui esordisce in prima squadra il 13 dicembre 2017 in occasione dell'incontro di Bundesliga contro il Bayern Monaco entrando in sostituzione di Tim Handwerker. Tre giorni dopo fa il debutto da titolare nel match vinto per 1-0 contro il Wolfsburg. Nel 2019 viene acquistato dal Borussia Dortmund, con cui prende parte al ritiro invernale, senza però mai esordire in prima squadra. Nella stagione 2020-21 viene ceduto in prestito al Paderborn con cui esordisce il 20 settembre in occasione dell'incontro di campionato perso per 1-0 contro l'Holstein Kiel. Otto giorni realizza il suo primo gol e, contestualmente, la sua prima doppietta durante il match perso per 4-3 contro l'Amburgo. Coi nero-blu disputa 34 gare mettendo a segno 13 reti, diventando così il secondo miglior realizzatore della squadra alle spalle di Dennis Srbeny. In seguito alle ottime prestazioni il presidente del Paderborn lo ha riscattato dal Borussia.
Il 19 luglio 2021 lo Stoccarda, club di Bundesliga, ne acquisisce le prestazioni versando al club della Renania 2,5 milioni di euro facendo firmare un contratto quadriennale. Coi Roten esordisce il 26 settembre in occasione del match di campionato terminato a reti inviolate contro il Bochum, mentre realizza il suo primo gol aprendo le marcature nella sconfitta per 4-1 contro l'Augusta del 31 ottobre. Il 21 aprile 2024 gioca la sua 100ª partita con lo Stoccarda.

### Nazionale
Il 6 ottobre 2023 Führich riceve la sua prima convocazione in nazionale maggiore in vista degli incontri amichevoli con Stati Uniti e Messico. Fa il suo esordio nell'amichevole vinta contro gli statunitensi (1-3).
Il 15 maggio 2024 viene convocato da Julian Nagelsmann per Euro 2024.

## Statistiche

### Presenze e reti nei club
Statistiche aggiornate al 23 gennaio 2025.
| Stagione          | Squadra              | Campionato        | Campionato | Campionato | Coppe nazionali | Coppe nazionali | Coppe nazionali | Coppe continentali | Coppe continentali | Coppe continentali | Altre coppe | Altre coppe | Altre coppe | Totale | Totale | Totale |
| Stagione          | Squadra              | Comp              | Pres       | Reti       | Comp            | Pres            | Reti            | Comp               | Pres               | Reti               | Comp        | Pres        | Reti        | Pres   | Reti   |        |
| ----------------- | -------------------- | ----------------- | ---------- | ---------- | --------------- | --------------- | --------------- | ------------------ | ------------------ | ------------------ | ----------- | ----------- | ----------- | ------ | ------ | ------ |
| 2017-2018         | Colonia              | BL                | 2          | 0          | CG              | 1               | 0               |                    | -                  | -                  |             | -           | -           | 3      | 0      |        |
| 2017-2018         | Colonia II           | RL                | 31         | 2          |                 | -               | -               |                    | -                  | -                  |             | -           | -           | 31     | 2      |        |
| 2018-2019         | Colonia II           | RL                | 33         | 5          |                 | -               | -               |                    | -                  | -                  |             | -           | -           | 33     | 5      |        |
| Totale Colonia II | Totale Colonia II    | Totale Colonia II | 64         | 7          |                 | -               | -               |                    | -                  | -                  |             | -           | -           | 64     | 7      |        |
| 2019-2020         | Borussia Dortmund II | RL                | 24         | 8          |                 | -               | -               |                    | -                  | -                  |             | -           | -           | 24     | 8      |        |
| 2020-2021         | Paderborn            | 2L                | 34         | 13         | CG              | 3               | 1               |                    | -                  | -                  |             | -           | -           | 37     | 14     |        |
| 2021-2022         | Stoccarda            | BL                | 25         | 3          | CG              | 1               | 0               |                    | -                  | -                  |             | -           | -           | 26     | 3      |        |
| 2022-2023         | Stoccarda            | BL                | 33+2       | 5          | CG              | 5               | 0               |                    | -                  | -                  |             | -           | -           | 40     | 5      |        |
| 2023-2024         | Stoccarda            | BL                | 34         | 8          | CG              | 4               | 1               |                    | -                  | -                  |             | -           | -           | 38     | 9      |        |
| 2024-2025         | Stoccarda            | BL                | 18         | 1          | CG              | 3               | 1               | UCL                | 7                  | 1                  | SG          | 1           | 0           | 29     | 3      |        |
| Totale Stoccarda  | Totale Stoccarda     | Totale Stoccarda  | 112        | 17         |                 | 13              | 2               |                    | 7                  | 1                  |             | 1           | 0           | 133    | 20     |        |
| Totale carriera   | Totale carriera      | Totale carriera   | 236        | 45         |                 | 17              | 3               |                    | 7                  | 1                  |             | 1           | 0           | 261    | 49     |        |

### Cronologia presenze e reti in nazionale
| Cronologia completa delle presenze e delle reti in nazionale ― Germania | Cronologia completa delle presenze e delle reti in nazionale ― Germania | Cronologia completa delle presenze e delle reti in nazionale ― Germania | Cronologia completa delle presenze e delle reti in nazionale ― Germania | Cronologia completa delle presenze e delle reti in nazionale ― Germania | Cronologia completa delle presenze e delle reti in nazionale ― Germania | Cronologia completa delle presenze e delle reti in nazionale ― Germania | Cronologia completa delle presenze e delle reti in nazionale ― Germania |
| Data                                                                    | Città                                                                   | In casa                                                                 | Risultato                                                               | Ospiti                                                                  | Competizione                                                            | Reti                                                                    | Note                                                                    |
| ----------------------------------------------------------------------- | ----------------------------------------------------------------------- | ----------------------------------------------------------------------- | ----------------------------------------------------------------------- | ----------------------------------------------------------------------- | ----------------------------------------------------------------------- | ----------------------------------------------------------------------- | ----------------------------------------------------------------------- |
| 14-10-2023                                                              | East Hartford                                                           | Stati Uniti                                                             | 1 – 3                                                                   | Germania                                                                | Amichevole                                                              | -                                                                       | 75’                                                                     |
| 23-3-2024                                                               | Lione                                                                   | Francia                                                                 | 0 – 2                                                                   | Germania                                                                | Amichevole                                                              | -                                                                       | 72’                                                                     |
| 26-3-2024                                                               | Francoforte sul Meno                                                    | Germania                                                                | 2 – 1                                                                   | Paesi Bassi                                                             | Amichevole                                                              | -                                                                       | 59’                                                                     |
| 3-6-2024                                                                | Norimberga                                                              | Germania                                                                | 0 – 0                                                                   | Ucraina                                                                 | Amichevole                                                              | -                                                                       | 46’                                                                     |
| 19-6-2024                                                               | Stoccarda                                                               | Germania                                                                | 2 – 0                                                                   | Ungheria                                                                | Euro 2024 - 1º turno                                                    | -                                                                       | 72’                                                                     |
| 10-9-2024                                                               | Amsterdam                                                               | Paesi Bassi                                                             | 2 – 2                                                                   | Germania                                                                | UEFA Nations League 2024-2025 - 1º turno                                | -                                                                       | 89’                                                                     |
| 11-10-2024                                                              | Zenica                                                                  | Bosnia ed Erzegovina                                                    | 1 – 2                                                                   | Germania                                                                | UEFA Nations League 2024-2025 - 1º turno                                | -                                                                       | 82’                                                                     |
| 19-11-2024                                                              | Budapest                                                                | Ungheria                                                                | 1 – 1                                                                   | Germania                                                                | UEFA Nations League 2024-2025 - 1º turno                                | -                                                                       | 61’                                                                     |
| Totale                                                                  |                                                                         | Presenze                                                                | 8                                                                       |                                                                         | Reti                                                                    | 0                                                                       |                                                                         |

## Palmarès

### Club

#### Competizioni nazionali
- Campionato tedesco di seconda divisione: 1

Colonia: 2018-2019
- Coppa di Germania: 1

Stoccarda: 2024-2025